# Сесар Миљан
Сесар Миљан (шп. César Millán) или Сизар Миљан (енгл. Cesar Millan), рођен као Сесар Фелипе Миљан Фавела (шп. César Felipe Millán Favela; Кулијакан, 27. август 1969), мексичко-амерички је дресер паса. Познат је по својој телевизијској емисији Шаптач псима са Сесаром Миљаном (енгл. Dog Whisperer with Cesar Millan), која је емитована у више од осамдесет земаља широм света од 2004. до 2012. године. Пре емисије Шаптач псима, Миљан се фокусирао на рехабилитацију веома агресивних паса и основао Психолошки центар за псе у Северном Лос Анђелесу (2002—2008). Године 2009, Центар за псе је измештен у Санта Клариту (Калифорнија). Миљан је такође основао Ист Коуст клинику у прихватилишту за кућне љубимце у Дејвију (Флорида), недалеко од Форт Лодердејла.
Прве три књиге које је објавио, укључујући Сесаров начин, доспеле су на листу Њујорк тајмс бестселери; тираж је износио два милиона копија у Сједињеним Државама, и доступне су у још 14 земаља. Године 2009. у сарадњи са IMG-ом, Миљан је представио и месечни магазин под истим називом Сесаров Начин, у сарадњи са часописом Вол стрит журнал; саопштено је да половина америчких купаца препознаје Миљана. Заједно са Илусион Миљан, својом бившом супругом, основао је Фондацију Миљан, касније преименовану у Фондација Сесар Миљан. Сарађује са Универзтетом Јејл на креирању наставног плана за децу, на основу свог рада.
Миљан је изјавио: „Мој циљ у рехабилитацији паса и обучавању људи јесте да се створи балансиран однос између људи и паса.” Године 2009, Њујорк тајмс приписује успех Сесаровом осећају за равнотежу. Миљанове методе је критиковала организација за заштиту животиња RSPCA, као и емитер Алан Тичмарш који их је описао као „окрутне” и „непотребне”. Године 2010, Миљан је хоспитализован после покушаја самоубиства.

## Детињство и младост
Сесар Миљан Фавела је рођен 27. августа 1969. године, од оца Фелипеа Миљана Гиљена и мајке Марије Тересе Фавеле у Кулијакану (Синалоа, Мексико). Одрастао је радећи са животињама на фарми свог деде Синаоле. Због природног односа са псима, добио је надимак Ел Переро („Дечак-пас”). Породица се касније преселила у Мазатлан. Миљан је прешао границу САД без визе када је имао 21 годину и није знао енглески.

## Каријера
Миљанов први посао у САД је био у салону за псе. Касније је отворио Pacific Point Canine Academy. Џејда Пинкет Смит је постао један међу првима који су подржали Миљана док је радио као возач лимузине, обезбеђујући му учитеља енглеског за годину дана. Затим, Миљан је основао Психолошки центар за псе, простор од два хектара (0.81 ha) у Северном Лос Анђелесу, Специјализовану за рад са крупним расама паса.Године 2002, Миљан је радио са компанијом MPH Entertainment, Inc. развијајући пилот епизоду за Dog Whisperer, ријалити телевизијску емисију која прати Миљана док ради на терену у рехабилитацији паса. Емисија је премијерно емитована 13. септембра 2004. године на каналу Национална географија, истовремено емитовану на Nat Geo WILD канал. Емисија је постала број један на Националној географији током прве сезоне и емитована је у више од осамдесет земаља широм света. Последња епизода је емитована крајем 2012. године. Године 2009, Сесар Миљан је објавио Сесаров начин магазин у САД и Канади, чији је био и уредник. Магазин обједињује Миљанове савете као и чланке о односима међу људи и паса. Cesar Millan's Leader of the Pack је Амерички документарац, емисија на Nat Geo WILD каналу која је премијерно приказана 5. јануара 2013. Године 2014. уследила је премијера нове Миљанове емисије Сесар 911, на Nat Geo WILD каналу. Године 2015. ушао је у партнерство са ветеранима дечије телевизије Sid and Marty Krofft и створио Mutt & Stuff, предшколску телевизјску емисију за Nickelodeon канал.

## Техника тренирања паса
Миљанов рад са псима се фокусира на нешто што он назива „мирном-убеђујућом енергијом”. Он верује да власници паса треба да установе своју улогу као сталожени лидери чопора. Према Миљановом размишљању, пси имају три основне потребе : вежбу, дисциплину и љубав — у том редоследу. Другим речима, власникова одговорност је да испуни енергију пса кроз изазовне вежбе; потом да обезбеди јасно дефинисана правила комуникације, границе и ограничења; и коначно, да пружи љубав. Према Миљану, уобичајени проблем са власницима паса из Америке јесте да посвећују много пажње са веома мало вежбе и још мање дисциплине.. Он охрабрује власнике да разумеју ефекат њихових ставова, емоција и физичких знакова који имају на понашање паса, саветујући их да имају добро држање тела (нпр. рамена висока и избачене груди) и да пројектују енергију која је мирна и сталожена али јака. Миљанова ТВ емисија показује како ради на рехабилитацији паса и комуникације са власницима како би их едуковао и увео у његов начим дресуре. Конверзација са власницима се типично односи на то како здрав, и балансиран пас очекује јаког лидера чопора од његовог власника, посебно у форми вежбе, дисциплине и љубави. Миљан такође демонстрира власницима како да постигну и одрже лидерство над псом. У неким случајевима, Миљан води псе са озбиљним проблемом понашања у његов центар за рехабилитацију на дужи временски период. Серијал није намењен као упутство за дресуру паса, и свака епизода садржи упозорење да гледаоци не покушавају технике модификације понашања без надгледања професионалца..
Док ради са псом, Миљан често користи вокалне знакове као што су („шш” или „цц”)'), покрете и знакове тела како би комуницирао са псима, радије него речима или именом пса. Сесар охрабљује власније да створе свој посебан звук који им одговара. Он верује да пси осете, разумеју, и одговарају на енергију човека лакше него на њихов говор.

## Прихватање
Према чланку у Индиским научним новинама Current Science, неки професионални дресери паса налазе да су Миљанове методе остареле, и пуне мана да нису научно подржане и да су нехумане." Миљанови критичари кажу да оно што он назива „мирним покорењем” је заправо стање беспомоћности као резултат противне дресуре паса. Студије у Примењеном животињском понашању имају утицајну улогу у популаризацију казнених техника, али то лоше понашање од стране паса је изазвано страхом и стрепњом, не недостатком власниковог алфа статуса изјавио је Миљан. Новинар Њујорк Тајмса рекао је да критичари одговарају на „веома измењене” верзије његовог прилаза на телевизији, што приказује претеривање у учестаности и интезитету који он користи у дисциплиновању паса.
У октобру 2012. године, Миљан се појавио на The Alan Titchmatsh Show. Алан је назвао његове методе „окрутним” и „сувишним”. Цитирајући видео у ком је , Титчмарш рекао, Миљан је ударио пса у грло. Миљан је то назвао додиром, не ударцем. Титчмарш је прочитао RSPCA изјаву која говори да „Агресивне методе дресирања које примењује Миљан Сесар могу да изазову страх и бол код паса као и да погоршају проблеме понашања код паса.”

## Приватан живот
Миљан је добио стално држављанство Сједињених Америчких Држава 2000. године и живи у Санта Кларита (Калифорнија). Оженио је Илусион Вилсон 1994. године, са којом има два сина, Андре (рођен 1995. године) и Келвин (рођен 2001. године) .
У јуну 2010. године, Илусион Миљан је поднела захтев за развод, тражећи старатељство над децом са допустом посете од стране оца, као и алиментацију. У мају 2010. године, после смрти његовог пса Деди у фебруару и после захтева развода од стране његове жене у марту, Миљан је покушао самоубиство. Од августа 2010. године , он је у љубавној вези са Џахиром Дар из Доминиканске Републике.

## Деди и Јуниор
Један од многих Миљанових паса, Деди, је био амерички пит бул теријер са којим је радио на емисији The Dog Whisperer. Миљан је касније одабрао још једно штене пит була, Јуниор, као Дедиевог ученика, да научи његово понашање и да га наследи после његове смрти. Деди је преминуо у 16. години у фебруару 2010. године. После његове смрти, Јуниор је преузео његово место као Сесарова десна рука у рехабилитацији паса.

## У популарној култури
Миљан је глумио себе у The Dog Whisperer у 2. Сезони, — епизода 18, „Дух Детета”. У епизоди, Мелинда (Џенифер Лав Хјувит) тражи Миљана да јој да савет како да помогне Хомеру, Шаптач Псима (од Сезоне 1), прелази у светло. Сатирична верзија Миљана је приказана у „Тссt”, 3. маја 2006. године, епизода Комеди Централ анимиране серије Саут Парк. У епизоди, Лиан Картмен ангажује Миљана за помоћ да примени његову технику за васпитавање на сина, Ерика Картмена. Успева да помогне сину и Ерик постаје промењен, али Лиан не успева да настави да примењује Миљанову тхнику и Ерик се враћа у претходно стање. Миљан игра себе у „The Finger in the Nest”, 17. септембра 2008. године, у епизоди Боунс, помаже главном лику да установи да ли се локација користила за борбе паса. Миљан је играо себе у Beethoven's Big Break, која се премијерно приказивала у биоскопима 30. децембра 2008. године, и у The Back-Up Plan, која је објављена 23. априла 2010. године. у биоскопима. Миљан се појавио као гост у улози судије у 3. Епизоди 10. сезоне у The Apprentice и 27. априла 2011. године у Jeopardyǃ